# Sextans (moneda)

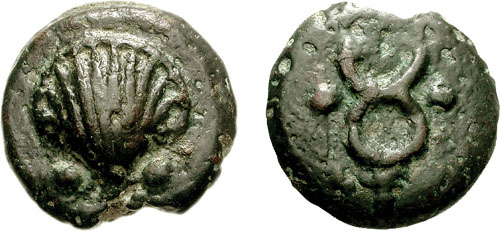
Sextans con el anverso de una concha de vieira y el reverso un caduceo. Ambos con 2 puntos, equivalentes a 2 unciae (54,9 g; c. 289-245 a. C.).

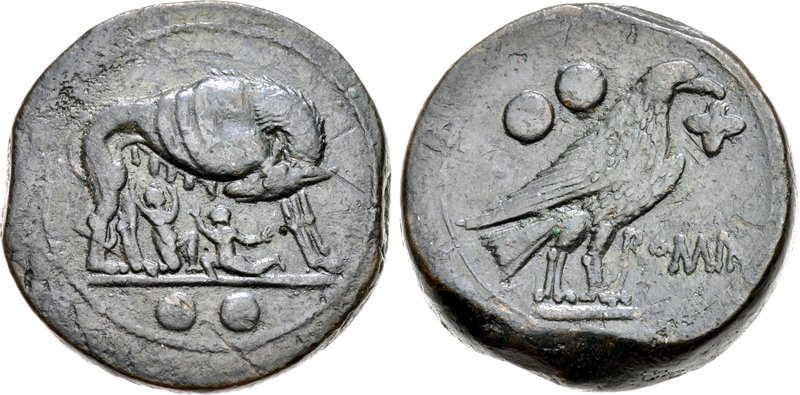
Sextans que representa a la loba amamantando a Rómulo y Remo, con un águila en el reverso y los dos puntos representando el valor de 2 unciae. Ceca de ROMA (29 mm, 25,93 g; c. 217-215 a. C.).

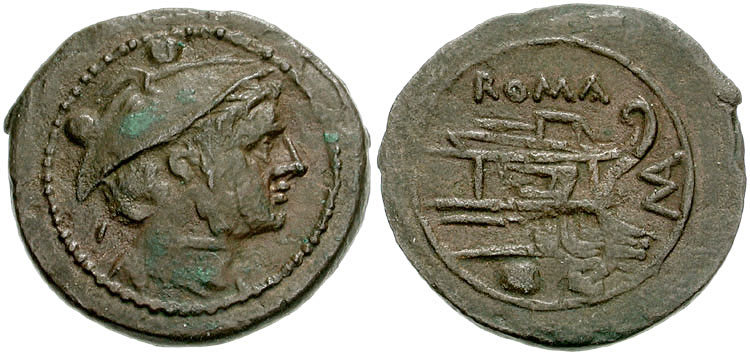
Sextans con anverso: cabeza de Mercurio con pétaso alado; reverso: proa de galera con inscripción ROMA. Ceca de Cerdeña (20 mm, 4,02 g; c. 210 a. C.).

El sextans o sextante era una moneda de bronce de la Antigua Roma producida durante la República romana que valía una sexta parte de un as, es decir, 2 unciae.
El sextants se acuñó por primera vez durante la República romana, hacia el 275 a. C. Como el as tenía un peso aproximado de 324 gramos, el sextans pesaba unos 54 gramos. Sin embargo, los efectos de la segunda guerra púnica en la economía de la República provocaron una reducción del peso, ya que el as se redujo a unos 50 gramos, por lo que los sextans pesaban unos 8 gramos.
Los motivos de las primeras monedas variaban. Las primeras piezas representaban conchas de vieiras, cabezas de Dioscuros, tortugas, caduceos u otros símbolos en el anverso. No fue hasta alrededor del 220 a. C. cuando se establecieron motivos estandarizados en el anverso y el reverso. A partir de entonces, casi todos los sextants presentaban en el anverso la cabeza de Mercurio con dos bolitas o puntos de valor (que indicaban dos unciae), mientras que el reverso mostraba una prora (proa de galera) mirando hacia la derecha con dos bolitas de valor, normalmente con un "ROMA" encima. 
Los sextants se utilizaron en muchas ciudades del centro de Italia. Como ejemplo, Ariminum (moderna Rímini) identificaba los sextants con un tridente, Iguvium (Gubbio) con una cornucopia o Tuder (Todi) con un tridente y una cigarra.
A partir del 120 a. C., la acuñación de esta denominación de moneda disminuyó y se llegó a interrumpir definitivamente en torno al año 90 a. C.